# Autoroute A112 (Belgique)
Pour les articles homonymes, voir A112.
L'autoroute belge A112 est une courte autoroute située dans la banlieue d'Anvers reliant le ring d'Anvers à l'A12.

## Description du tracé
|    | Dénomination                         | Destinations                        | BK  |
| -- | ------------------------------------ | ----------------------------------- | --- |
|    | Fin de l'autoroute, prolongée par la | Anvers (Leien)                      | 0,0 |
|    | Tunnel Bolivar (200 m)               |                                     | 0,6 |
|    | Échangeur d'Anvers-Centre            | Ring d'Anvers                       | 1,1 |
| 14 | Kiel N148                            | Anvers (Hoboken, Kiel)              | 1,7 |
|    | Jan de Vostunnel (780 m)             |                                     | 2,7 |
| 13 | Valaar N177                          | Anvers (Wilrijk, Valaar)            | 3,0 |
|    | Échangeur de Wilrijk-Valaar          | Autoroute Bruxelles − Boom − Anvers | 3,5 |

## Galerie d'images

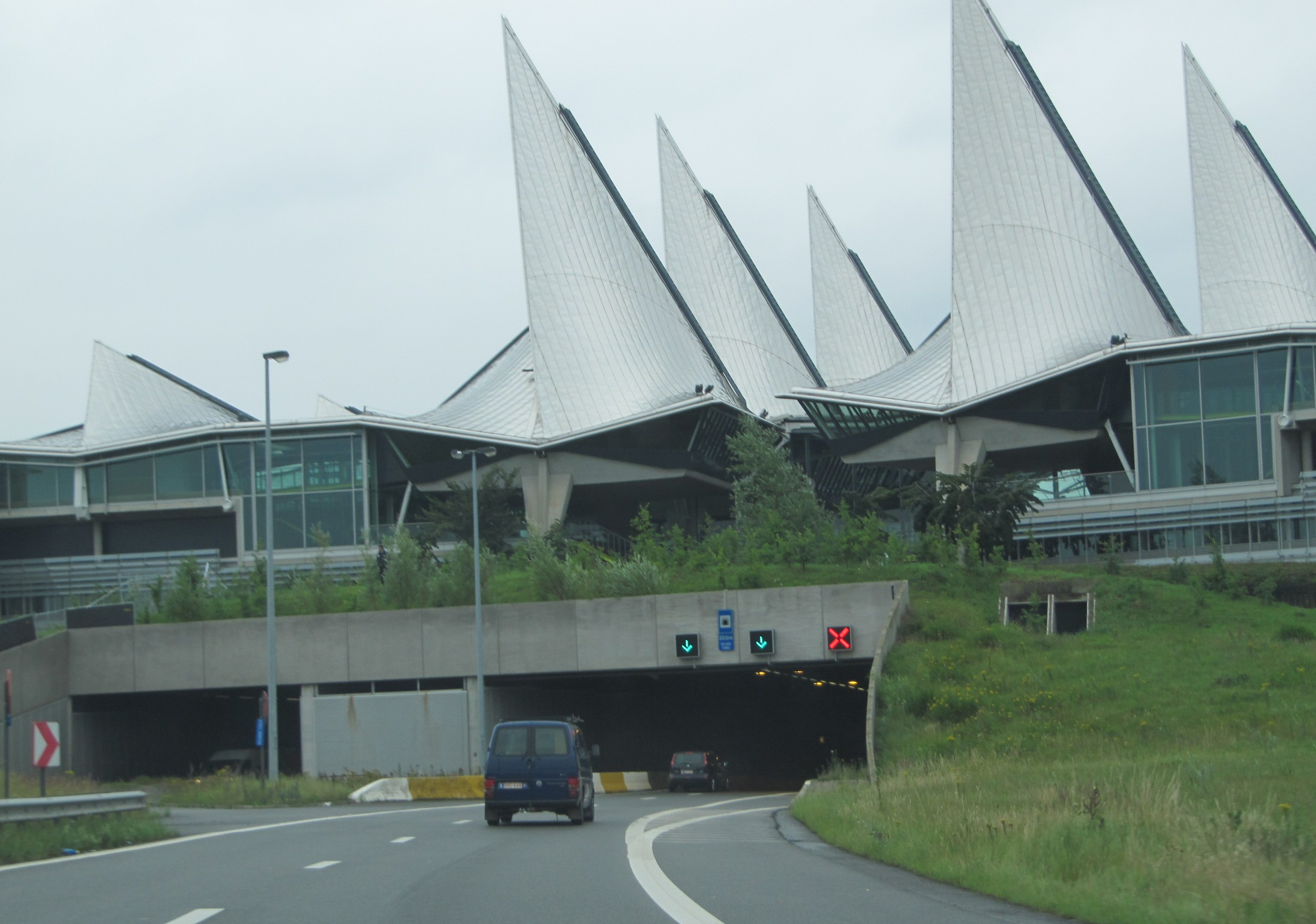
Vue du Tunnel Bolivar passant en dessous du palais de justice de la ville.
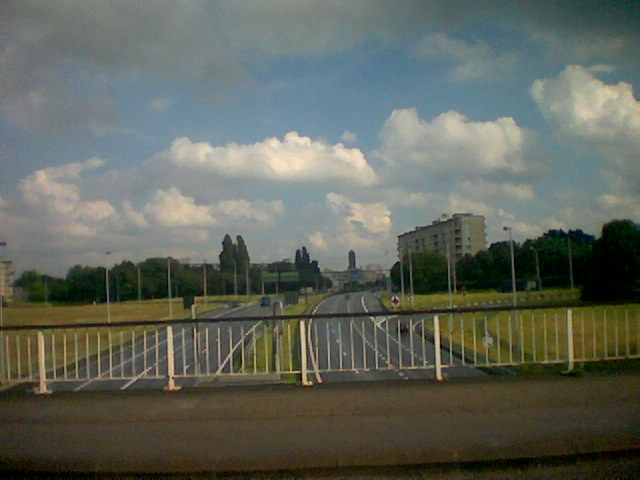
L’A112 vue depuis la N148.
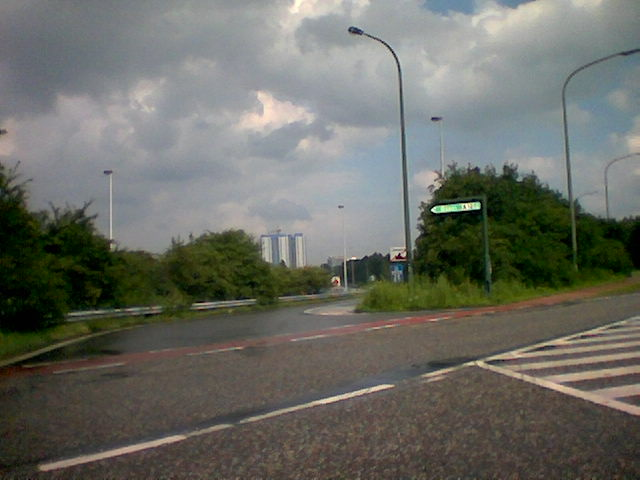
Bretelle de l’A112 située à la N107.
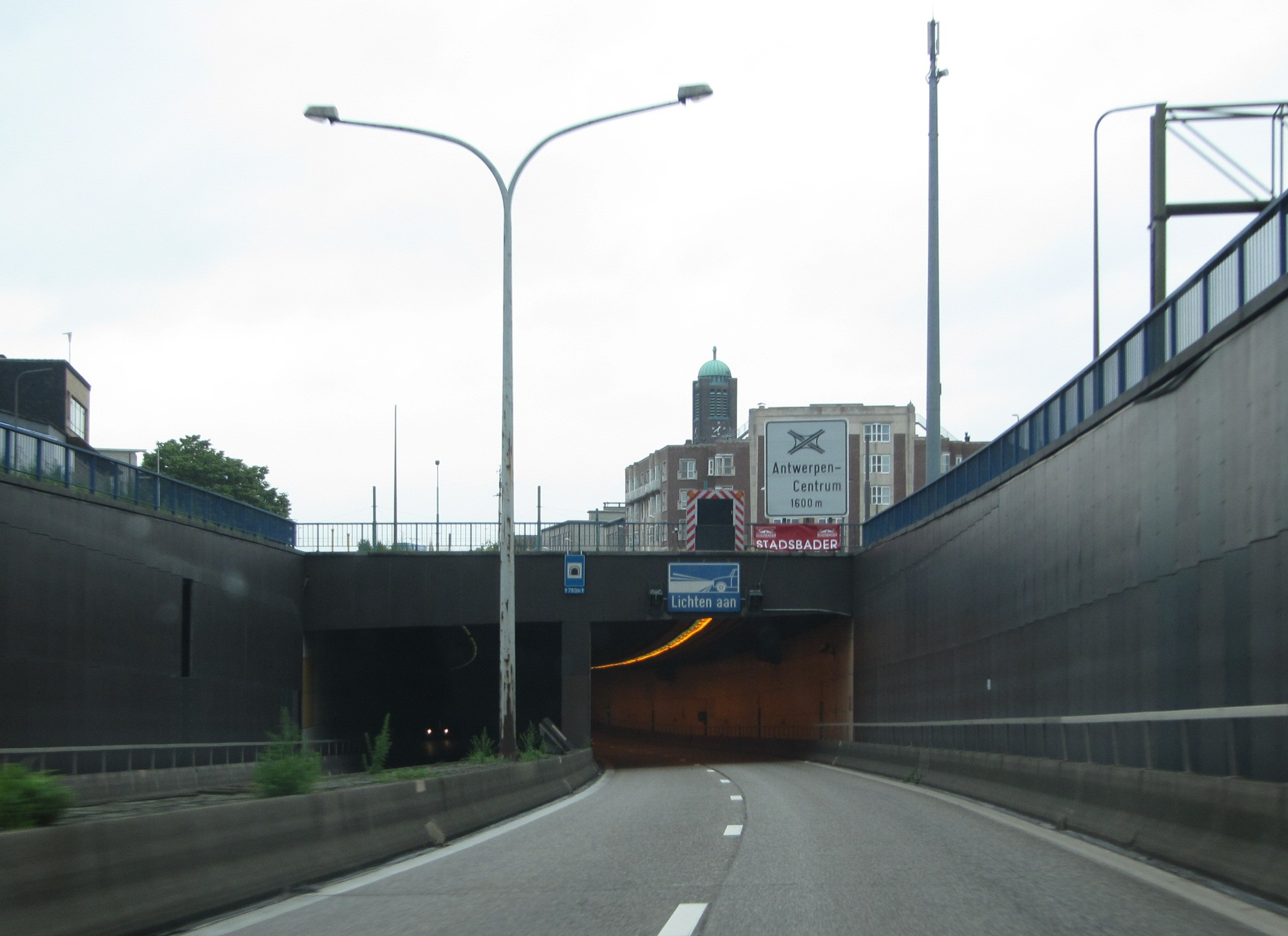
Entrée du Jan de Vostunnel en direction d'Anvers.